# Manoir de Grand Botivès
Le manoir de Grand Botivès est situé à Malguénac en France.

## Localisation
Le manoir est situé sur le territoire de la commune de Malguénac, au lieu-dit Grand Botivès, dans le département du Morbihan en région Bretagne.

## Description
Le manoir est construit aux XVIe et XVIIe siècles. Édifice à un étage carré en granite,  toiture à longs pans ; un pignon découvert et un pignon couvert. Tour d'escalier postérieure. Escalier hors-œuvre ; escalier dans-œuvre : escalier à vis sans jour.

## Historique
Le logis est attesté en 1610 et transformé au XIXe siècle. Les parties agricoles sont datées de 1723.
Le manoir est inscrit à l'inventaire général du patrimoine culturel en 1986.